# Istituto di astrofisica spaziale e fisica cosmica di Palermo
L’Istituto di astrofisica spaziale e fisica cosmica di Palermo (IASF Palermo) è un istituto di ricerca che ha sede nella città di Palermo.

## Storia
L'istituto deriva dall'IFCAI, istituto del Consiglio CNR, costituito nel 1981 con l'obiettivo di studiare la fisica dello spazio extraterrestre per mezzo di strumentazione posta su veicoli spaziali. Precedentemente il gruppo di ricerca che ha dato origine all'IFCAI consisteva in una sezione distaccata a Palermo del Laboratorio di fisica cosmica e tecnologie relative di Milano con personale CNR e dal 1971, di una unità di ricerca CNR in astrofisica alle alte energie con personale universitario.

## Struttura
L'Istituto si trova all'interno dell'area della ricerca del CNR di Palermo; in questa sede dispone di una officina meccanica, di un laboratorio di elettronica, di un laboratorio dotato di sorgenti radioattive, di una piccola biblioteca, oltre che di studi per il personale di ricerca, tecnico e amministrativo; lo IASF condivide con gli altri Istituti dell'area altre strutture quali sale per riunioni, biblioteca e altro. Fuori dalla sede dell'area della ricerca, l'IASF gestisce insieme all'Università di Palermo il LAX (laboratorio per raggi X).